# Grosser Preis von Bild
Le Grosser Preis von Bild est une ancienne course hippique de trot attelé qui se déroulait au mois d'octobre sur l'hippodrome de Gelsenkirchen, en Allemagne.
Avant d'être renommé Bild Pokal et rétrogradé de groupe I à groupe II en 2002, et de devenir dès l'année suivante un prix de série, le Grosser Preis von Bild était une épreuve importante du calendrier européen, disputée sur le mile, départ à l'autostart.

## Palmarès de 1987 à 2001
| Année | Vainqueur      | S/A | Pays       | Père              | Driver              | Deuxième          | Troisième        | Réd.km |
| ----- | -------------- | --- | ---------- | ----------------- | ------------------- | ----------------- | ---------------- | ------ |
| 2001  | Shellcracker   | M.9 | États-Unis | Royal Prestige    | Peter J. Strooper   | Winter Way        | Simb Capi        | 1'12"  |
| 2000  | Shellcracker   | M.8 | États-Unis | Royal Prestige    | Peter J. Strooper   | Mayon Bowl        | Nuke it Linsay   | 1'11"7 |
| 1999  | Euro Ringeat   | H.7 | France     | Seigneur Ringeat  | Guy Verva           | Nuke it Linsay    | Hinde Buitenzorg | 1'13"2 |
| 1998  | Défi d'Aunou   | M.6 | France     | Armbro Goal       | Jean-Étienne Dubois | Huxtable Hornline | Nuke it Linsay   | 1'13"2 |
| 1997  | Kramer Boy     | M.4 | Suède      | Sugarcane Hanover | Johnny Takter       | Huxtable Hornline | Nuke it Linsay   | 1'13"3 |
| 1996  | Gum Ball       | M.5 | États-Unis | Speedy Crown      | Stig H. Johansson   | Kano Comfort      | Lady Snärt       | 1'13"  |
| 1995  | Houston Laukko | M.7 | Finlande   | Choctaw Brave     | Jorma Kontio        | Frisky Frazer     | Copiad           | 1'13"2 |
| 1994  | Giant Force    | M.6 | États-Unis | Meadow Road       | Olle Goop           | Frisky Frazer     | Campo Ass        | 1'14"5 |
| 1993  | Sea Cove       | M.7 | Canada     | Bonefish          | Jos Verbeeck        | Park Avenue Kathy | Daniel Lobell    | 1'15"  |
| 1992  | Sea Cove       | M.6 | Canada     | Bonefish          | Jos Verbeeck        | Ursulo de Crouay  | Kit Lobell       | 1'12"9 |
| 1991  | Rêve d'Udon    | M.8 | France     | Éjakval           | Yves Dreux          | Park Avenue Kathy | Atas Fighter L.  | 1'14"3 |
| 1990  | Mack Lobell    | M.6 | États-Unis | Mystic Park       | Thomas Nilsson      | Park Ridge Lobell | Action Skoatter  | 1'13"  |
| 1989  | Mack Lobell    | M.5 | États-Unis | Mystic Park       | Veijo Heiskanen     | Friendly Face     | Napoletano       | 1'12"7 |
| 1988  | Ourasi         | M.8 | France     | Greyhound         | Jean-René Gougeon   | Friendly Face     | Reado            | 1'14"6 |
| 1987  | Big Spender    | M.6 | Suède      | Tibur             | Berth Johansson     | Paugayen Port     | Super Play       | 1'14"2 |